# جمعية نقاد السينما الأمريكية الإفريقية

جمعية نقاد السينما الأمريكية الأفريقية (بالإنجليزية: African-American Film Critics Association) (AAFCA)  أكبر مجموعة في العالم من نقاد الفيلم الأسود التي تمنح جوائز سنوية متنوعة للتميز في السينما والتلفزيون.

## تاريخ الجمعية
أسس جيل ل.روبرتسون الرابع، وشون إدواردز الجمعية في عام 2003. التقيا في مدينة نيويورك بعد لقاء صحفي، وكانا مهتمين بنقص القصص الموضوعية في صناعة السينما من الشتات الأفريقي، وفي غضون عدة أسابيع، تم دعم الاثنين من زملاء آخرين في خطتهم لإنشاء جمعية لنقاد الفيلم الأسود. قاموا بصياغة المخطط الأولي للجمعية أثناء وجودهم في لوس أنجلوس. أعلنت جمعية نقاد السينما الأمريكية الأفريقية في ديسمبر 2003، رسميًا بدء تنظيمها، وأصدرت أول "قائمة العشرة الأوائل.
بدأت الجمعية في عام 2019، في تقديم جوائز لبرامج تلفزيونية في الربيع. انضمت AAFCA أيضًا إلى جمعية الصحفيين الأمريكيين الآسيويين (AAJA) و GALECA  جمعية نقاد الترفيه LGBTQ وجمعية الصحفيين الترفيهيين اللاتينيين LEJA، والرابطة عبر الإنترنت لنقاد السينما الإناث OAFFC لتشكيل مجموعات النقاد من أجل المساواة في وسائل الإعلام «للمساعدة في تعزيز تنوع أكبر في الصحافة الترفيهية» من خلال مبادرات مختلفة بما في ذلك نظام الدرجات المراقبة.

## مهمة الجمعية
تراجع الجمعية بنشاط السينما بشكل عام، لكنها تسلط الضوء على الأفلام التي تدور حول تجربة الأمريكيين الأفارقة. تنتج AAFCA الوعي بالأفلام التي تحظى بجاذبية واسعة النطاق للمجتمع الأسود مع التأكيد على أهمية الأفلام المنتجة والمكتوبة والموجهة وبطولة المنحدرين من أصل أفريقي. يشارك الأعضاء أيضًا في أعمال المناصرة للطلاب المهتمين بالصحافة والنقد السينمائي.
تمنح المنظمة جوائز لمجموعة متنوعة من الفئات. أفضل فيلم روائي طويل وأفضل فيلم وثائقي وأفضل ممثلة وأفضل ممثل وأفضل ممثلة مساعدة وأفضل ممثل مساعد وأفضل مخرج وأفضل فيلم أجنبي وأفضل سيناريو وأفضل أغنية أصلية. كما تمنح AAFC جائزة الإنجاز الخاص التي تلقاها جيمي فوكس، جون سينجلتون، بالإضافة إلى سبايك لي.

## الفريق التنفيذي
جيل ل.روبرتسون الرابع - رئيس 
داريل لوكهارت - نائب الرئيس، الساحل الشرقي 
كاثي ويليامسون - نائب الرئيس، الساحل الغربي
إتيان موريس - المدير التنفيذي الإبداعي 

## المجلس الاستشاري
راسل ويليامز - الحائز على جائزة الأوسكار؛ أستاذ بالجامعة الأمريكية؛ الشريك المؤسس.
داريل ميلر - فوكس، روتشيلدز، إل إل بي
لاتانيا ريتشاردسون - ممثلة، فاعلة خير
دبليو ستيفن تمبل - رئيس شؤون الأعمال
افا دوفيرناي - مخرج سينمائي؛ رئيس.
فيكانجيلو بولوك – رئيس NAACP - بيفرلي هيلز / هوليوود.
اسانتي برادفورد - جورجيا للأفلام والموسيقى والترفيه الرقمي.

## وصلات خارجية
https://aafca.com/ جمعية نقاد السينما الأمريكية الأفريقية
https://archive.ph/ جمعية نقاد السينما الأمريكية الأفريقية
http://chicagocrusader.com/tag/the-african-american-film-critics-association/ جمعية نقاد السينما الأمريكية الأفريقية